# Природни резерват Босман—Соколовац
Природни резерват Босман—Соколовац је локалитет у режиму заштите I степена, површине 266,87ha, налази се између река Кожица и Песача.
Основну вредност локалитета представљају шумске заједнице којима је обрастао. У вегетацијском смислу може се поделити на Босман и Соколовац.
На Босману је претежно вегетација савременог типа са заједницама букве, китњака и граба, јавора и јасена и чистог китњака. Од реликтних осиромашених заједница заступљене су шуме букве са орахом. 
На стрмим стеновитим странама гребена на Соколовцу доминирају реликтне полидоминатне шумске и реликтне полидоминатне жбунасте заједнице са јоргованом, медунцем (Quercus pubescens), грабићем (Carpinus orientalis), цером (Quercus cerris), јасеном (Fraxinus sp.), јавором, мечјом леском и буквом (Fagus moesiaca).